# 宝格达音高勒苏木
宝格达音高勒苏木是中华人民共和国内蒙古自治区锡林郭勒盟镶黄旗下辖的一个苏木。
2012年1月20日，内蒙古自治区人民政府批复同意从新宝拉格镇划出部分区域，设置宝格达音高勒苏木，辖希博图、宝格达音高勒、额很乌苏、那日图、额勒苏合、浩尼钦哈夏图、扎毕拉胡、雅日盖、塔林宝日、宝日达布苏、哈音淖尔、呼图勒乌苏、都日本呼都嘎、敖恩格其、查干德日苏、哈登苏奠、陶勒盖乌苏、苏吉、巴彦查干、宝力图、哈夏图21个嘎查。

## 行政区划
宝格达音高勒苏木下辖以下村级行政区划单位：
雅日盖嘎查、宝力图嘎查、都日本呼都嘎嘎查、宝日达布苏嘎查、浩尼钦哈夏图嘎查、哈登苏莫嘎查、宝格达音高勒嘎查、希博图嘎查、那日图嘎查、哈音淖尔嘎查、额很乌苏嘎查、呼图勒乌苏嘎查、额勒苏台嘎查、扎毕拉胡嘎查、巴彦查干嘎查、查干德日苏嘎查、塔林宝日嘎查、敖恩格其嘎查、苏吉嘎查、哈夏图嘎查和陶勒盖乌苏嘎查。